# Дворец шекинских ханов
Дворец шекинских ханов (азерб. Şəki xan sarayı) — бывшая резиденция шекинских ханов, расположенная в Азербайджане, в городе Шеки, ныне — музей. Памятник истории и культуры мирового значения, входящий в состав государственного историко-архитектурного заповедника «Юхары баш». Здание дворца, построенного в XVIII веке в персидском стиле, расположено в возвышенной северо-восточной части города на территории, ограждённой крепостными стенами.
Дворец, длиной около 30 метров, состоит из двух этажей общей площадью около 300 м², имеет 6 комнат, 4 коридора и 2 зеркальных балкона. Фасад дворца расписан сюжетными рисунками, отображающими сцены охоты и войны, а также геометрическими и растительными узорами. По центру располагается огромное окно-витраж из разноцветной стеклянной мозаики. Окна дворца собраны из кусочков цветного стекла и забраны ажурными каменными решетками.
Дворец, также несущий в себе черты, присущие народной жилой архитектуре, считается одним из лучших на Кавказе образцов дворцовой архитектуры XVIII века и одной из жемчужин исламского Востока. Наряду с исторической частью города, дворец 7 июля 2019 года на 43-й сессии Комитета Всемирного наследия  включены в список Всемирного наследия ЮНЕСКО.

## История дворца
Известно, что дворец был построен в XVIII веке. Шандор Радо отмечал, что дворец был воздвигнут в 1760 году Хусейн-ханом, а вскоре был перестроен. Художественная энциклопедия относит дворец к 1761/62 годам. Азербайджанская советская энциклопедия также относит дворец к 60-м годам XVIII века и отмечает, что он был возведён Гусейн ханом Муштагом.

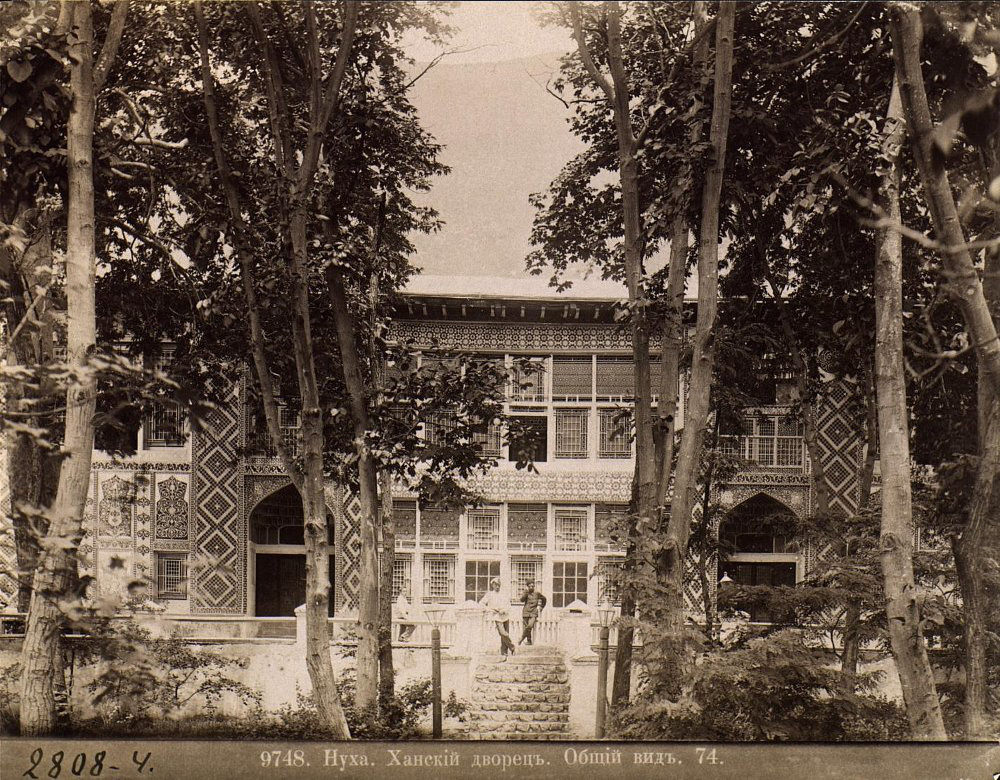
Фасад дворца в конце XIX — начале XX веков

В ЭСБЕ отмечается, что дворец и крепость были построены одновременно в 1765 году. Британника 1890 года издания пишет, что в 1765 году была воздвигнута крепость, а дворец был построен несколько позднее этой даты, изданная в 1911 году Британника пишет, что — в 1790. Константинов в статье «Нуха» также писал, что дворец был построен в 1790 году. Но в этом же году, в противовес этой дате, он отмечал, что памятник был построен в 1797 году слепым Мамед-Гасан-ханом. Русский краевед И. Л. Сегаль также отмечал, что дворец был построен в 1797 году при Мамед-Гасан-хане, стоил свыше 32 тысяч червонцев и совершенно истощил ханскую казну, а также был скопирован, по преданию, с одного из летних дворцов персидского шаха. Он также писал, что вскоре после постройки Мамед-Гасан-хан был лишён зрения клевретом персидского шаха Мустафа-агою, тогда как хан был ослеплён в 1795/96 году (1206 г. х.).
Согласно поздним исследователям, дворец был построен в 1797 году зодчим Хадали-Зейнал-Абдином из Шираза (по Константинову — «Хаджи Зейнал Абдином», по И. С. Сегалю — Гаджи-Зейнал-Абдулом). Согласно историку архитектуры М. А. Усейнову дата сооружения дворца ограничивается временем с 1762 по 1797 год. Он же отмечает, что дворец был достроен Мамед-Гасан-ханом (Мухаммед Гасан-ханом), правнуком основателя Шекинского ханства Хаджи Челеби-хана. М. А. Усейнов отмечал, что в этом ханском дворце «наиболее ярко представлены характерные черты дворцов XVIII века».

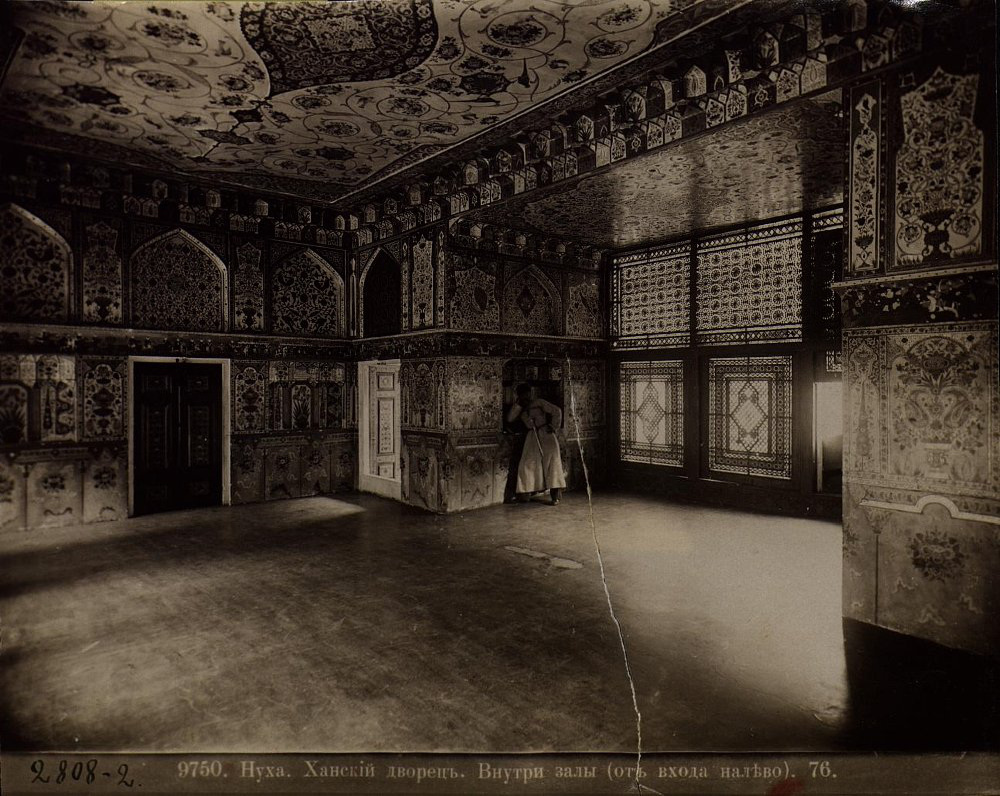
Вид внутри залы XIX — начале XX веков

Согласно рукописям на фарси под названием «Маддеи-тарих» (автор, судя по почерку, предположительно Салман Мумтаз), собранным и переведённым в 1979 году в Институте рукописей им. Физули, строительство дворца началось в 1204 году хиджры (1789/90). В этих же рукописях отмечается, что в месяце рамазан 1240 г. х. (апрель — май 1825 года) во дворце случился пожар. В этих рукописях дворец также упомянут как «диванхана», то есть здание городского суда. О том, что дворец, будучи жилищем хана, служил и в качестве здания суда, пишет русский журналист XIX века Николай Берсенов. Иногда дворец упоминается и как летняя резиденция хана.
От комплекса, возведённого в Шекинской крепости и состоявшего из нескольких сооружений, до настоящего времени сохранился лишь двухэтажный дворец. Здание дворца с момента постройки претерпело немало ремонтов и перестроек, которые серьёзно на его внешнем облике не отразились. После присоединения Шекинского ханства к Российской империи дворец находился в ведении местной администрации и неоднократно был ремонтирован. В 1848—1851 годах внуком Гусейн хана Муштага поэтом Керим ага Фатехи была проведена реставрация дворца.
В 1853 году был составлен план цитадели, согласно которому в ней размещалось значительное количество сооружений различного назначения для семей ханской знати. В крепости кроме дворца были расположены казармы, казначейство, тюрьма и переделанная в 1828 году из ханской мечети православная церковь. Первоначальные росписи дворца оставили глубокое впечатление у путешественников. Дворец описывали Александр Дюма, Александр Корнилович, Андрей Фадеев, Арнольд Зиссерман, о нём упоминали Лев Толстой, Николай Раевский, Илья Березин, Элизе Реклю и др. В 1880-х выполнена реставрация дворца по проекту архитектора Н. В. Кошелева.

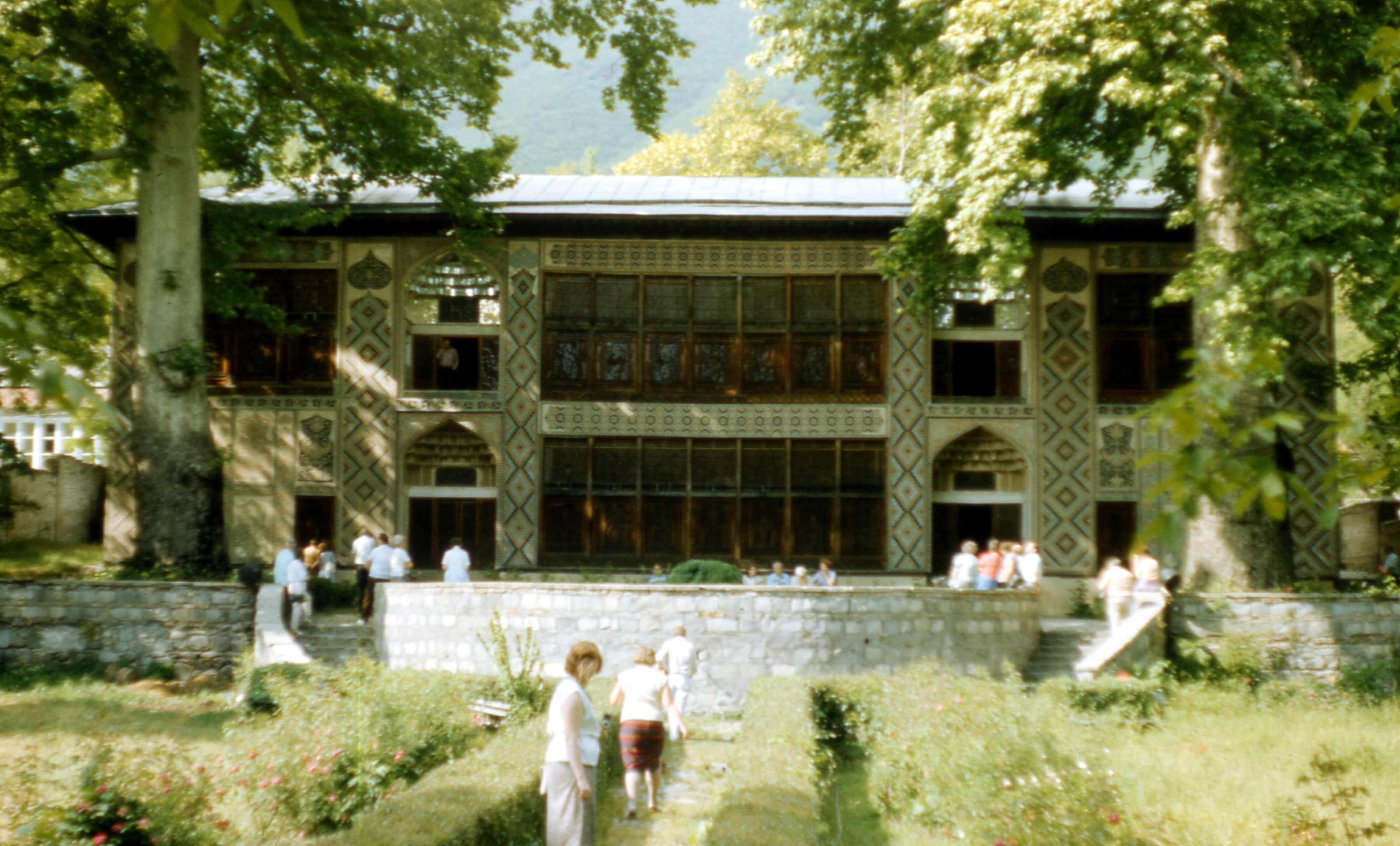
Посетители во дворце-музее в 1987 году

В советские годы «Дворец шекинских ханов» приобрёл статус музея.
25 апреля 1921 года пленум Азревкома обсуждал вопрос «об исправлении ханского дворца» и принял решение: «Исправление Ханского Дворца согласно прежнему постановлению Азревкома остаётся за Наркомпросом. Открыть ещё 25 миллионов руб. в счёт Наркомпроса на исправление Ханского Дворца в Шуше и Нухе». Архитектором П. Барановским на совещании комиссии при Всесоюзной Академии архитектуры был составлен доклад по рассмотрению проекта реставрации «Ханского Дворца» от 13 марта 1939 года.
В 1945 году востоковедом и искусствоведом Л. С. Бретаницким была написана кандидатская диссертация о дворце, завершая которую, он обратился к историку искусства Б. В. Веймарну как искусствоведу, опубликовавшему статью, специально посвящённую этому, как пишет Веймарн, «выдающемуся архитектурно-художественному памятнику Азербайджана XVIII века».
В 1946 году Константинов в статье «Нуха» писал: «Великолепный этот дворец — верх роскоши и вкуса персидских зодчих, был построен в 1790 году Ширазским жителем Хаджи Зейнал Абдином».
Посетивший город в 1947 году поэт Н. Тихонов даёт описание дворца в своём автобиографическом рассказе «Пути-дороги»:
…Росписи ханского дворца, очень искусные и поражающие обилием самых разнообразных узоров, прекрасно сохранившиеся, убедили нас, что действительно в старой Нухе процветало искусство, тут понимали толк в поэзии и в философии.
В 1950-х во дворце были проведены реставрационные работы. О работе художника-реставратора И. А. Баранова искусствовед В. Антонова пишет, что «на стенной живописи XVIII века в ханском дворце в Нухе под его руками ожили прихотливые пёстрые сцены сражений, похожие на шумный восточный праздник». В 1955—1965 годах по проекту и под руководством архитектора Н. Г. Рзаева были проведены обширные реставрационные работы, во дворце работали художник Ф. Гаджиев, шебекист А. Расулов.
В 1968 году историческая часть города «Юхары баш», где расположен и дворец, была объявлена историко-архитектурной заповедной зоной.
24 октября 2001 года дворец, наряду с исторической частью города, был представлен в качестве кандидата на внесение в список Всемирного наследия ЮНЕСКО. В сентябре 2002 года в рамках проекта «Охраны культурного наследия» была начата реставрация дворца. 1 августа 2010 года Генеральный директор ЮНЕСКО Ирина Бокова, в рамках своего официального визита в Азербайджан, побывав в Шеки, посетила и дворец шекинских ханов.
4 июля 2012 года в городе Шеки отметили 250-летний юбилей дворца. На празднике присутствовали около 30-ти представителей иностранных посольств и международных организаций, известные деятели науки, культуры и искусства республики, депутаты Милли Меджлиса.
В июле 2019 года на заседании 43-й сессии Комитета Всемирного наследия, проходившей в Баку, дворец включен в список Всемирного наследия ЮНЕСКО, наряду с исторической частью города Шеки под названием «Исторический центр Шеки вместе с Ханским дворцом».

## Исторические сведения о дворце
Описание общего архитектурного ансамбля дворца встречается в составленном в 1819 году по распоряжению Главнокомандующего в Грузии Ермолова генерал-майором Ф. Ахвердовым и статским советником Могилевским «Описании Шекинской провинции» (Тифлис, 1866 г.). В сопоставлении с этим описанием можно выяснить и прежнее назначение ряда строений дворца. Побывавший в этих краях генерал Н. Н. Раевский в 1826 году писал: «…Там имеется дворец прежних ханов этого края, который очень красив и о котором Бахчисарайский дворец даёт только слабое представление…».

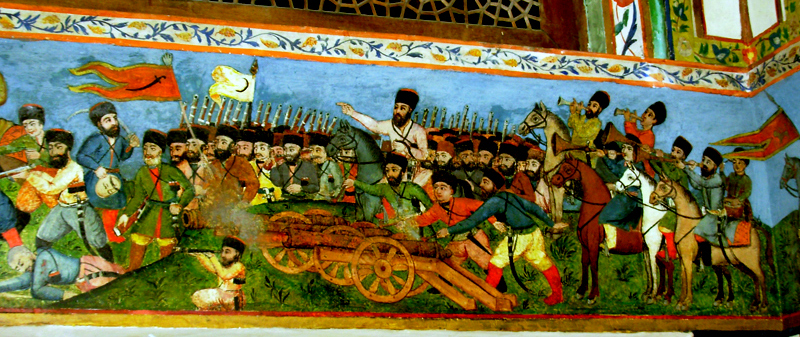
«…На карнизе, соединяющем их, живопись: изображения подвигов ханских…» — А. Корнилович

Посетивший город в начале августа 1834 года декабрист А. Корнилович написал из Кубы брату письмо. Отмечая в письме, что до 1828 года Шекинская область имела своих ханов, он так описывает дворец:
В Нухе, главном городе, в крепости я видел их дворец, ныне обращённый в присутственные места. Несколько ступеней в высоком портике ведут на обширный, четырёхугольный двор, занятый садом: шестнадцать итальянских тополей высоты необычайной, симметрически расположенных, делят его на четыре аллеи. По сторонам этого садика — флигеля, в которых жили придворные, ханские жёны, их прислужницы и прочие; за ним высокая в полтора человеческих роста терраса, на коей бассейн с тремя фонтанами, осенённый двумя высокими прелестными чинарами, и на террасе самый дворец. Он запущен, но и в запущении изумляет странника остатками великолепия. Я взошел по узкой, тёмной, каменной лестнице (вообще лестницы везде в Азии чрезвычайно дурны) в высокий покой, род приёмной, весь исписанный цветами; вправо и влево комнаты, где вместо стен рамы орехового дерева с узорами самой мелкой работы и в этих сквозных узорах стёкла всех цветов: голубые, синие, жёлтые, красные. Комнаты (в вышину нашей залы Главного штаба), стены и купол, как я сказал выше, всё в цветных стёклах: на карнизе, соединяющем их, живопись: изображения подвигов ханских, их браней против разбойников горных (аварцев, кумыков) и разбойников лесных (медведей, кабанов и пр.).

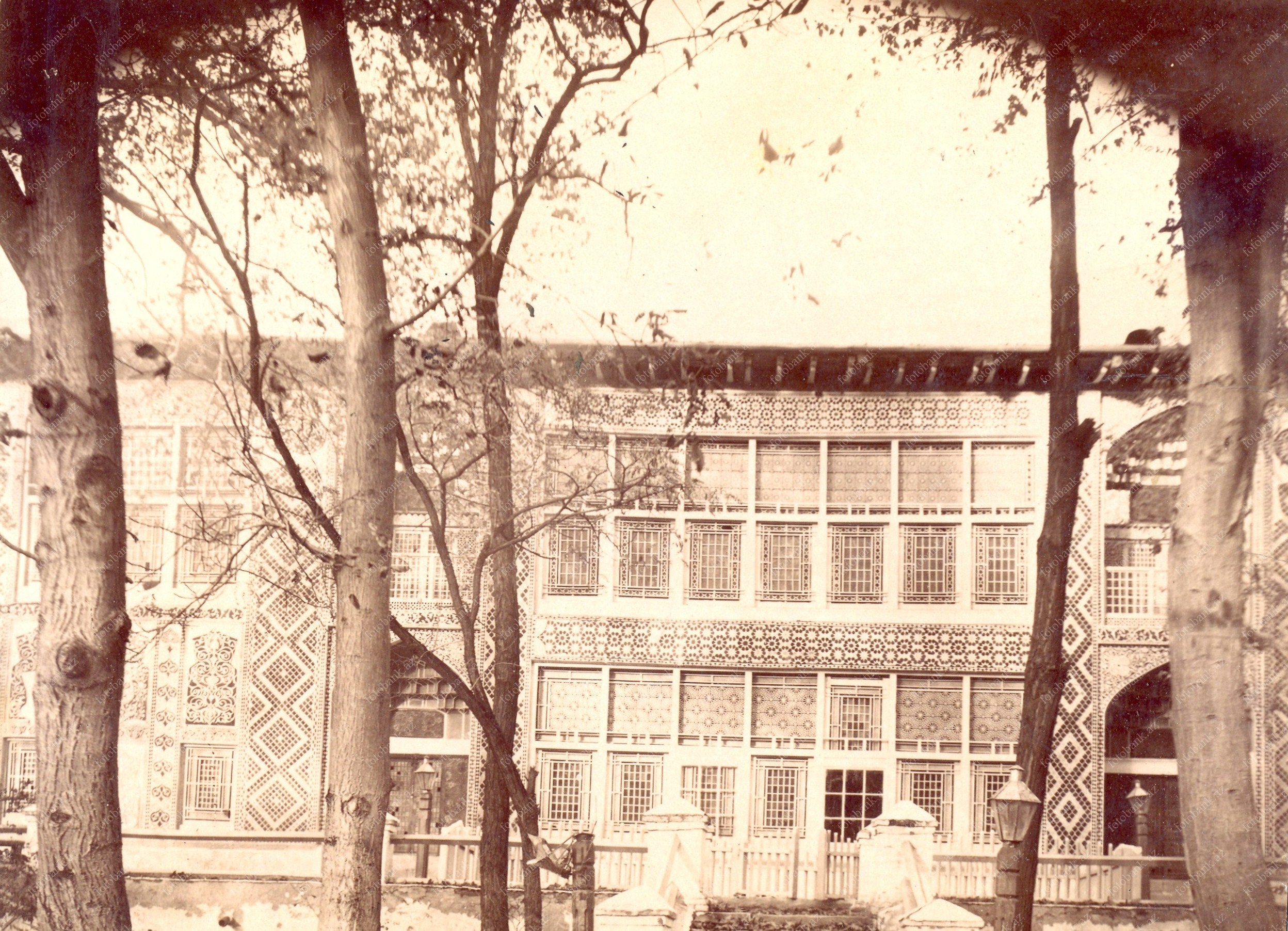
Фасад дворца в 1920-е годы

Служивший с 1846 года в Закавказском крае А. М. Фадеев, описывая город в своих воспоминаниях, пишет и о дворце, о его наружном виде и внутренней отделке, об орнаментах, барельефах и восточной живописи, «совершенно явственно сохранившейся, с изображениями персидских всадников и азиатских сражений». В августе 1849 года Нуху (официальное название города до 1968 года) посетил писатель А. Зиссерман. Рассказывая о городе, он пишет и о дворце. Он отмечает, что мраморные фонтаны, окружённые плакучими ивами, разноцветные стёкла, лепные украшения на каминах, резьба на дверях и оконных рамах «напоминают о ханской роскоши и бывшем великолепии дворца».

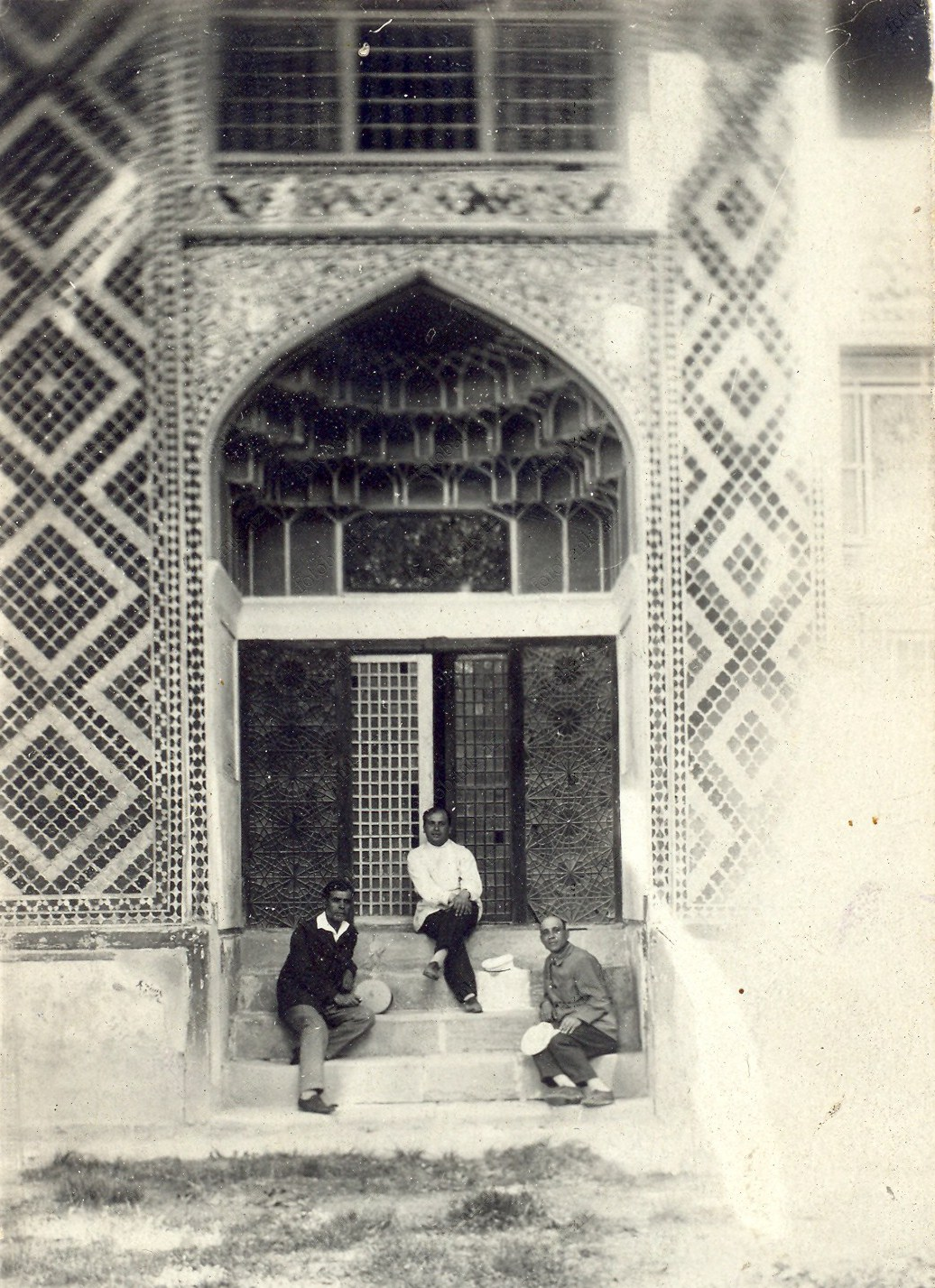
Гусейнкули Сарабский (слева) у входа во дворец. 1934 год

Дворец был упомянут И. Н. Березиным в вышедшей в 1850 году книге «Путешествие по Дагестану и Закавказью». Описание дворца приведено Диван-Беком в 22-м номере газеты «Кавказ» от 1852 года. Некоторые сведения о дворце даёт побывавший в городе в конце 1858 года А. Дюма. Так, рассказывая о встрече с майором Мохаммед-ханом, который «появился на свет во дворце», был внуком «последнего нухинского хана» и «стал бывать в этом дворце после приезда сюда великих князей», Дюма описывает и сам дворец, который был «во власти русских… только с 1827 года»:
Ханский дворец, как обыкновенно все такого рода постройки, расположен на самом возвышенном месте города. Он новейшей архитектуры и построен в 1792 году Мохаммед-Гасан-ханом… Дворец очаровательной постройки. Только кисть может изобразить это строение с его чудесными арабесками. Интерьер восстановлен по древним рисункам к приезду великих князей, которые в нём останавливались. Правда, восстановлено не всё здание, а лишь нижние жилые помещения… А пока пусть бог хранит от вандалов очаровательный дворец в Нухе.
Военный историк генерал В. Потто в написанной им в конце XIX века книге «Кавказская война», описывая взятие русскими столицы Шекинского ханства, упоминает и ханский дворец. Он называет дворец «образчиком жилища восточного сибарита» и пишет, что здесь всё выполнено в «причудливом, оригинальном персидском вкусе: и мраморные фонтаны, окружённые плакучими ивами, и разноцветные стёкла в узеньких окнах, и потолки, составленные из кусочков зеркал, и дивные лепные работы, украшающие собой карнизы, двери, окна, камины».
В девятом издании Британники 1890 года в статье «Nukha» говорится и об этом дворце. Издававшийся в конце XIX — начале XX веков энциклопедический словарь Брокгауза и Ефрона пишет о дворце следующее: «Укрепления и ханский дворец в персидском стиле, построенные в 1765 г. шекинскими ханами». Ханский дворец упоминается в повести Льва Толстого «Хаджи-Мурат». Дворец упоминается французским историком и географом Элизе Реклю в его книге «The Earth and Its Inhabitants: Asiatic Russia: Caucasia, Aralo-Caspian Basin, Siberia» (1878 г.). Британский журналист Генри Норман в своей статье «Russia of To-Day», описывая «заваленную коврами» лавку Тифлиса, пишет о парче из «дворца старинных ханов Нухи, в прошлом вассалов Персии». Русский краевед И. Л. Сегаль писал, что в 1797 году при Мамед-Гасан-хане был выстроен «великолепный для того времени ханский дворец», стоивший свыше 32 тысяч червонцев и совершенно истощивший ханскую казну. Он также отмечал, что строителем дворца был знаменитый персидский архитектор, ширазский житель Гаджи-Зейнал-Абдул, и что дворец, по преданию, скопирован с одного из летних дворцов персидского шаха.

## План дворца
Длина здания составляет — 31,7 метра, ширина — 8,5, высота — 10 метров. Высота каждого этажа 3,35 метра. Как по фасаду, так и в плановом решении композиция здания дворца симметрична. По вертикали верхний этаж также полностью повторяет планировку нижнего. Помещения расположены по продольной оси в один ряд. В центре каждого этажа расположен зал с альковом, который, как считается, служил для приёмов. По бокам зала расположены два меньших помещения, отделённые небольшими коридорами. Что касается назначения этих помещений, то полагают, что они предназначались для второстепенных гостей.

## Архитектура

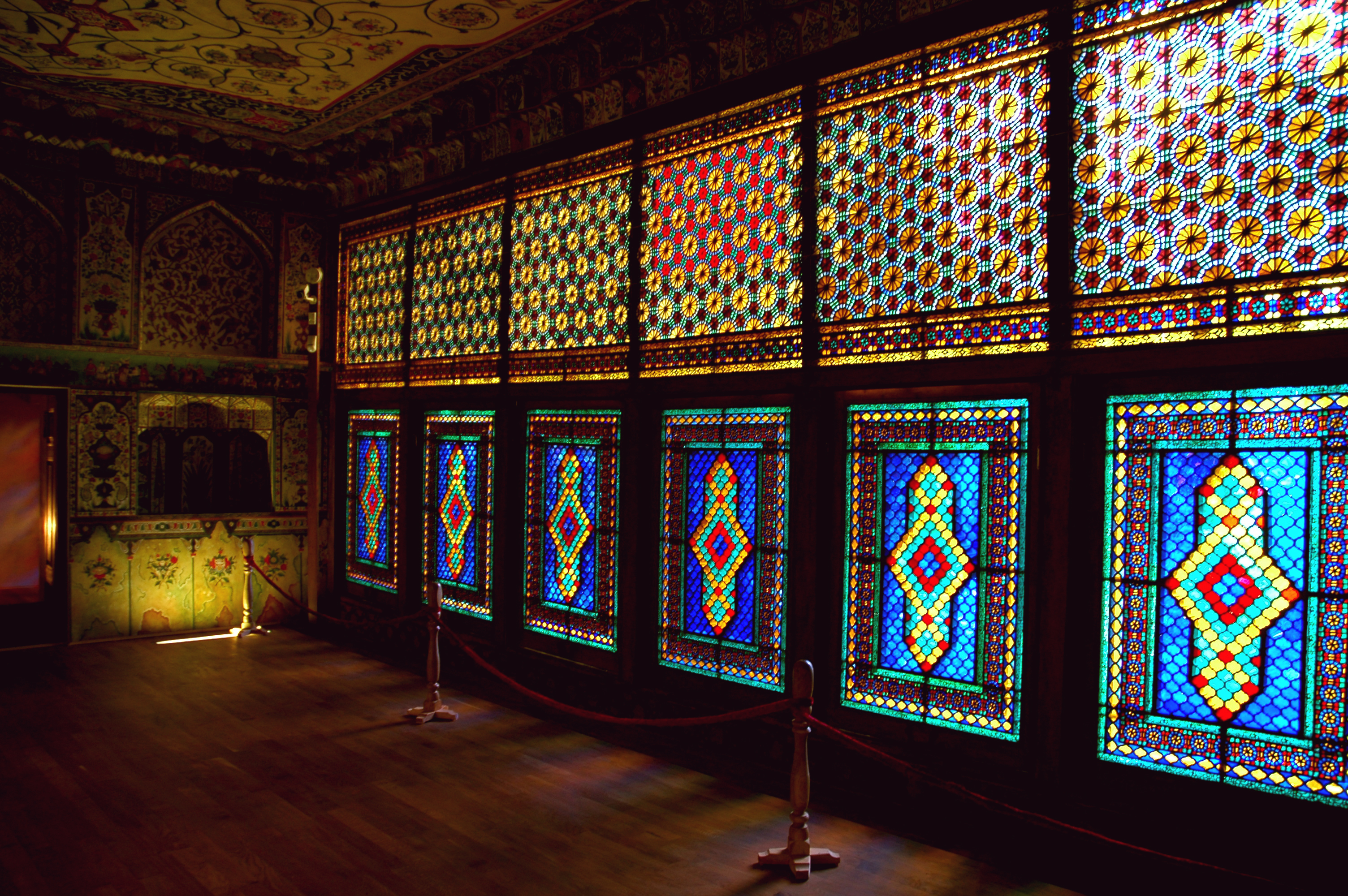
Шебеке

На довольно большой территории Шекинской крепости (около 6 га) не сохранилось никаких обслуживающих дворец зданий, кроме мечети. Высказываются также сомнения, что дворец и ограждающие его каменные крепостные стены сооружены одновременно. Стены дворца стоят на фундаментах от 40 до 60 см ширины, сложенных из грубоколотого булыжника на известковом растворе. Стеновой материал — обожжённый кирпич, размером 20 х 20 х 4 см.
Судя по характеру кладки стен здания, различному стеновому материалу на первом и втором этажах и совершенно неудовлетворительной, как отмечают, организации сообщения между этажами, считается, что дворец первоначально был задуман одноэтажным и только впоследствии был надстроен второй этаж. Однако также отмечается, что архитектура фасада от надстройки не пострадала, и здание выглядит цельным и законченным.
На главном (южном) фасаде зодчим чётко выявлены этажность здания и его внутренняя планировка. Входы подчёркнуты нишами со сталактитовыми сводами. На втором этаже над ними помещена лоджия с таким же перекрытием, дополнительно, как отмечается, акцентируя этим оба входа. Ниши входов объединены по высоте широкими вертикальными полосами плоского орнамента. Они выделяют середину здания с рядом витражных окон больших зал. Архитектурная композиция главного фасада чётко отражает внутреннюю планировочную структуру дворца. На южном фасаде выделены средние залы, боковые комнаты и прихожие.

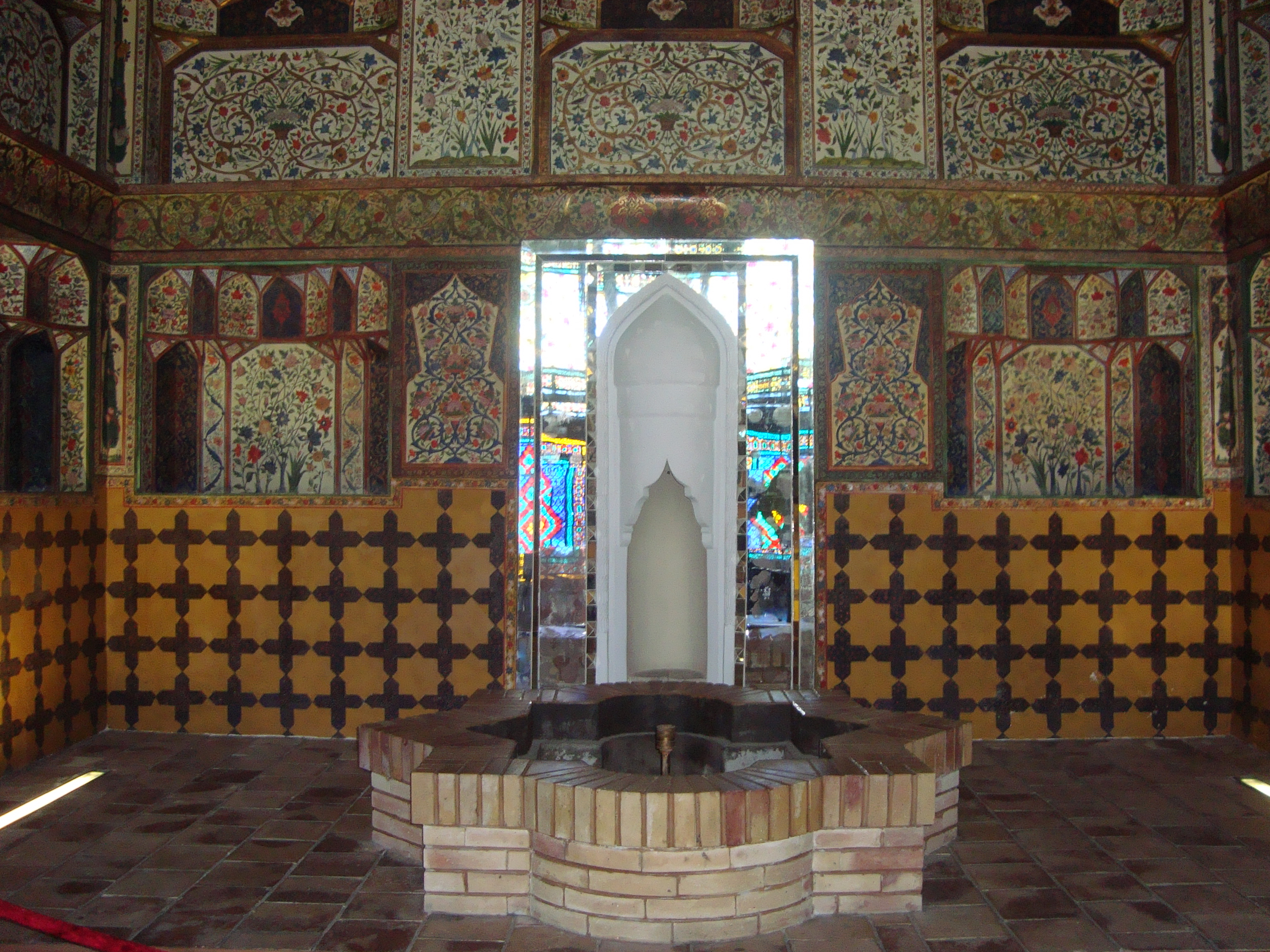
Альков

Архитектура здания имеет немало сравнительно близких аналогий. Это архитектурно-художественный круг, стилистически связанный с ереванским дворцом Сердара и позднесефевидскими садовопарковыми павильонами, а генетически с жилой архитектурой Шеки, где сохранились промежуточные звенья, примером которых может служить расположенная неподалёку уменьшенная копия приёмных покоев — дом Шекихановых.
Композиция плана дворца проста — три помещения, расположенные в один ряд, отделены друг от друга прихожими. Большие залы с глубокими нишами (одной широкой и двумя узкими), являющиеся парадными помещениями дворца, расположены на двух этажах. Большой зал первого этажа служил
местом для официальных приёмов.
Тимпаны арок нижнего яруса заполнены орнаментом сложного рисунка растительного характера, выполненным в технике сграффито. Плафон зала первого этажа выполнен из разных деревянных элементов, представляющих геометрический орнамент.
В здании дворца стены, оконные проёмы залов и комнат заполнены съёмными витражами — «шебеке». Геометрически рисунок окон-шебеке с заполняющими их разноцветными стёклами, как отмечают, сочетается с общей композицией главного фасада дворца. На фасад дворца выходят сплошные витражи-шебеке центральных залов и боковых комнат, а между ними сверкающие зеркальными сталактитами глубокие стрельчатые ниши входных порталов и лоджий-балконов. Рисунок шебеке создан народными мастерами из мелких деревянных деталей без клея и гвоздей. Считается, что именно то, что наружные стены залов обоих этажей и верхних комнат заменены подъёмными переплётами-витражами, является особенностью архитектуры этого парадного павильона.

## Настенные росписи

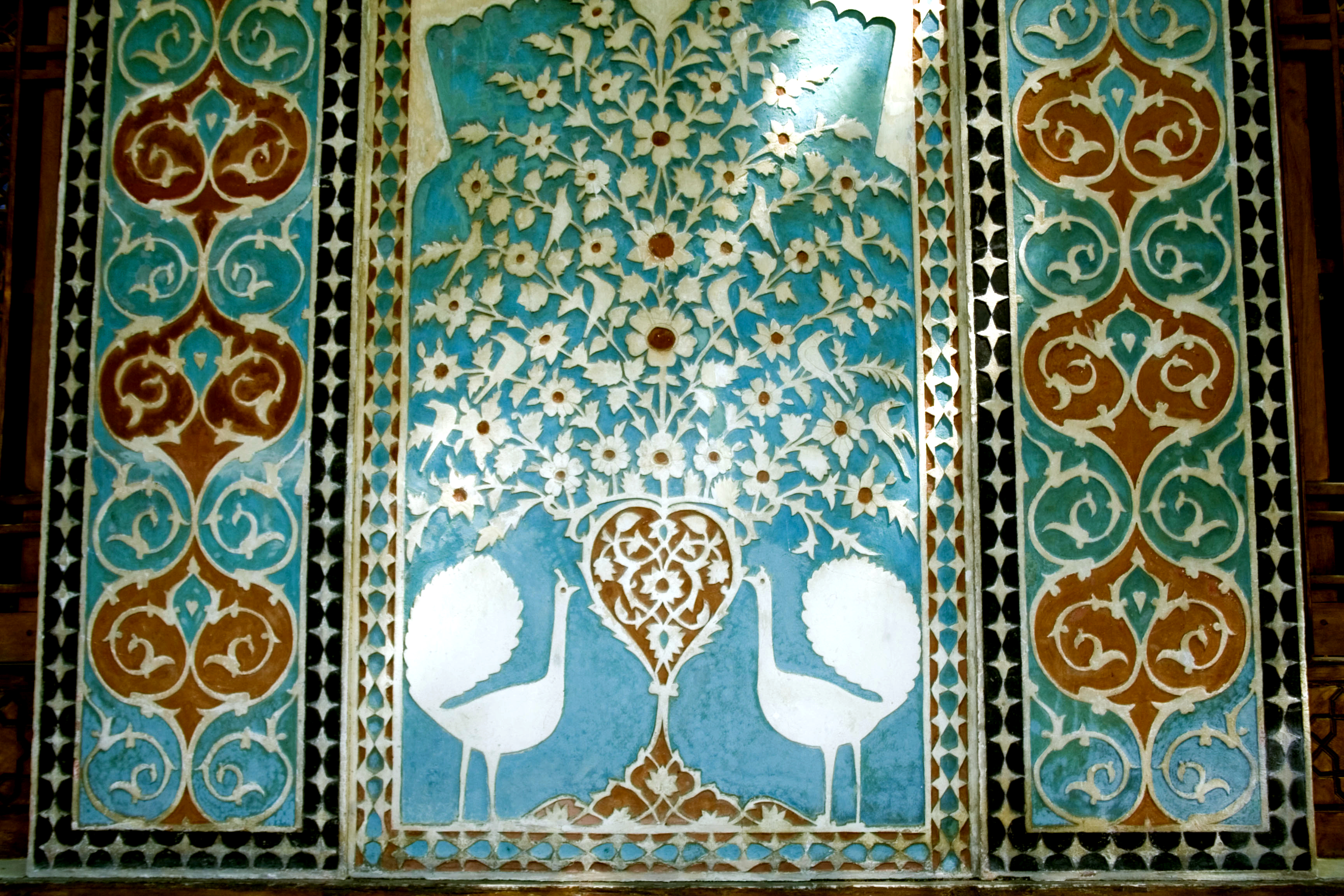
Павлины, обращённые к «древу жизни» на южном фасаде

Росписи занимают все плоскости стен, ниш, сталактитовые переходы от стен к плафону, а также плафоны в залах обоих этажей и комнатах второго этажа. Росписи дворца состоят из четырёх групп: геометрического и растительного рисунков, сюжетных росписей и росписей, где в растительные мотивы вкомпонованы изображения птиц. Росписи дворца характеризуются также широким применением золотистого цвета. Цветовое решение основывается на применении росписей локальных тонов, выполненных, как все стенные росписи этого периода, яичной темперой по гипсовому левкасу. Здесь в основном использовались золотистый, бирюзовый, синий, красный, фиолетовый и жёлтый цвета.
Главный фасад богато декорирован. Выполненные «в цвете» способом сграффито и цветной рельефной штукатуркой геометрический и растительный орнаменты, своды со сталактитами, витражи с шебеке филигранной работы и цветным остеклением придают фасаду дворца, как отмечают, необычайно праздничный вид. Следует отметить панно нижнего этажа со стилизованными изображениями некогда священных птиц — «павлинов, обращённых к находящемуся в центре древу жизни».

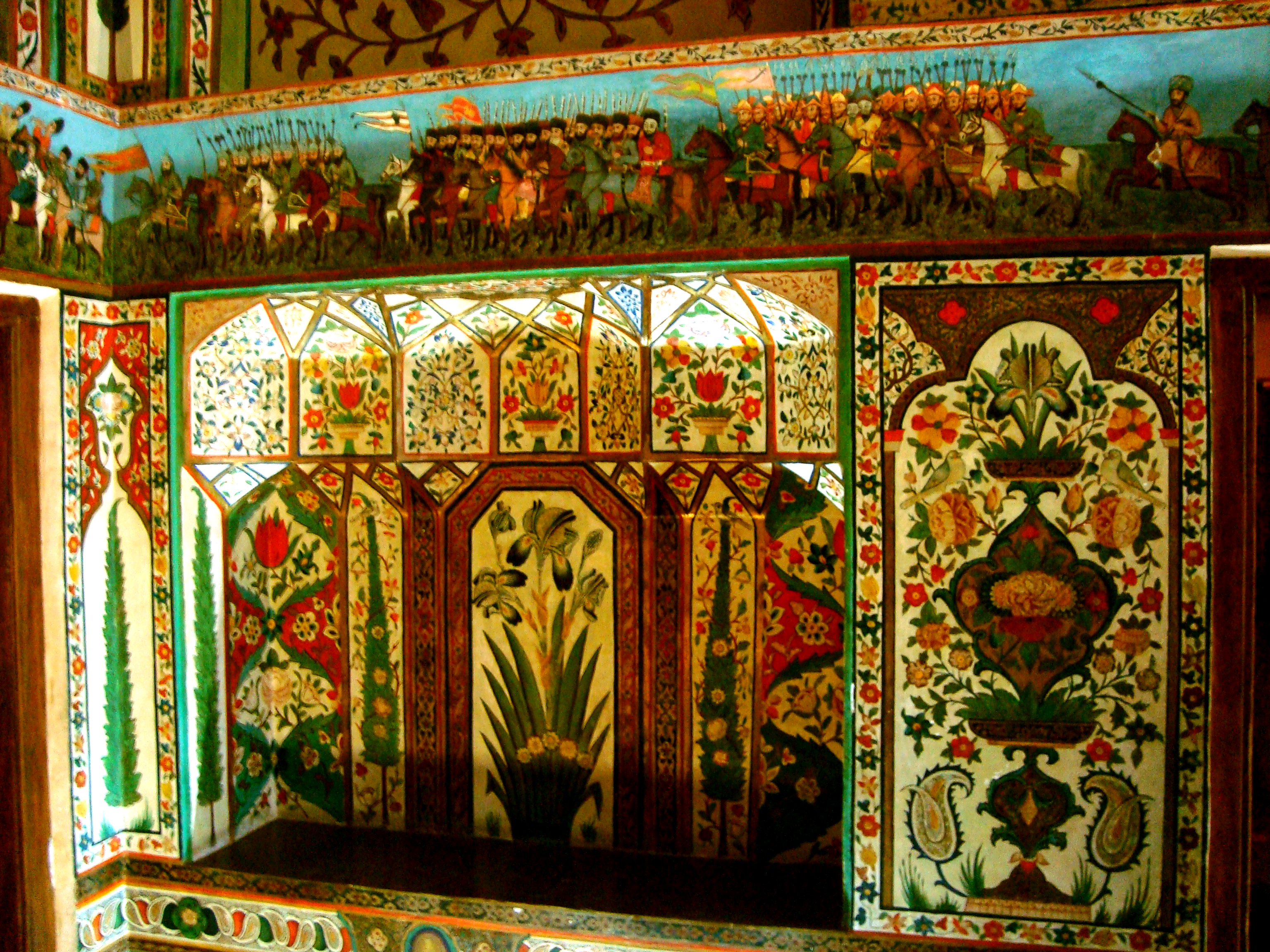
Росписи интерьера

Внутри дворца помещения также сплошь орнаментированы и расписаны; ниши (тахча), бухары, потолки, сталактитовые карнизы, освещение через разноцветные стёкла узорчатых шебеке-витражей — всё это создаёт интерьер пышных дворцовых хором. Считается, что зодчий мастерски сумел при небольшой высоте этажа (всего 3,35 м) декоративными средствами создать иллюзию высоких помещений.
Росписи интерьеров разновременны — от выполненных «франкскими» (имеется в виду европейскими) мастерами, которые сохранились в сталактитах плафона нижнего зала, до росписей начала XX века, выполненных известным мастером — Уста Гамбаром, его братом Сафаром и сыном Шукюром из Шуши, а также Али Кули, Курбаном Кули и Джафаром из Шемахи, уста Аббасом Али, вплоть до откровенного лубка.
Самые старинные росписи относятся к XVIII веку, включая картины на потолке верхнего этажа, выполненные Аббас-Кули. Считается, что Аббас-Кули, имя которого сохранилось на стенах дворца, и был архитектором дворца. Картины на первом этаже созданы в 1895/96 году Мирза Джафаром из Шемахи, а на верхнем этаже — в 1902 году Уста Гамбаром из Шуши. Художник Али Кули и Курбан Кули из Шемахи работали в основном на верхнем этаже.
Росписи, созданные народными художниками, в основном размещены в двух залах обоих этажей и в двух крайних комнатах второго этажа.